# San Clemente (Spagna)
San Clemente è un comune spagnolo di 6 754 abitanti situato nella comunità autonoma di Castiglia-La Mancia.